# Philtower Building
El Philtower Building es un rascacielos histórico ubicado en 427 South Boston Avenue en la ciudad de Tulsa, en el estado de Oklahoma (Estados Unidos). Esta torre de estilo neogótico mide 104,55 metros de altura y tiene 24 pisos. Fue inaugurada en 1927.

## Descripción e historia
Completado en 1928, el edificio fue diseñado por Edward Buehler Delk y financiado por el renombrado petrolero y filántropo dedicado Waite Phillips (1883-1964). Los arquitectos asociados Keene & Simpson realizaron la supervisión arquitectónica en la construcción. En 1941, Phillips cedió el Philtower a Boy Scouts de America (BSA), junto con la mayor parte de su Philmont Ranch y Villa Philmonte. Los ingresos del edificio se utilizaron para ayudar a mantener a Philmont. En 1977, BSA vendió el edificio a un grupo de inversores locales. Este grupo, The Philtower LLC, es el propietario actual. Es un ejemplo de arquitectura neogótica y art déco.
Según la Comisión de Preservación de Tulsa, el edificio representa el estilo neogótico. Una característica notable es el techo de tejas inclinado iluminado. Se ha conservado la oficina en el piso 21 que fue utilizada por Waite Phillips.
Originalmente construido como un edificio de oficinas de gran altura, los pisos 12 al 20 se convirtieron en apartamentos tipo loft en 2004, lo que convirtió al Philtower Tulsa en el primer rascacielos de uso mixto. El edificio tiene 24 pisos y 100 metros (m) de altura.
Fue incluido en el Registro Nacional de Lugares Históricos en 1979. Fue incluido en el Distrito Histórico de Oil Capital el 13 de diciembre de 2010.